# Acacia ungulata
Acacia ungulata é uma espécie de leguminosa do gênero Acacia, pertencente à família Fabaceae.